# Ninian Park (stacja kolejowa)
Ninian Park (ang. Ninian Park railway station, wal: Parc Ninian) – stacja kolejowa w Cardiff, w Walii. Obsługuje obszar Leckwith i South Canton.
Została otwarta w 1939 roku i wykorzystywana byłą wyłącznie przez specjalne pociągi podczas meczów. Na mapach Ordnance Survey od 1946 do 1980 oznaczona była jako zamknięta do regularnych przewozów pasażerskich.
Stacja znajduje się 1,6 km na zachód od Cardiff Central. Została ona całkowicie otwarta do regularnej obsługi pasażerów w 1987 roku, kiedy Cardiff City Line ponownie otwarto dla usług pasażerskich. Jako stacja została zbudowana na głównej linii dla pociągów specjalnych i ma najdłuższe perony na całej linii, które mogą pomieścić do dziewięciu wagonów, a nie dwa ja pozostałe stacje. Znajduje się w pobliżu dawnego stadionu Cardiff City F.C. i obok South Wales Main Line, ale pociągi na tej trasie się nie zatrzymują. Cardiff Canton TMD jest w sąsiedztwie stacji.

## Połączenia
Pociągi kursują co pół godziny w każdym kierunku od poniedziałku do soboty (podczas dnia), w kierunku wschodnim Coryton poprzez Cardiff Central oraz w kierunku zachodnim do Radyr (gdzie dostępne są połączenia do stacji położonych dalej na północ). Wieczorami połączenia oferowane są raz na godzinę. W niedzielę pociągi nie kursują.

## Linie kolejowe
- Cardiff City Line